# Ptice poput nas
Ptice poput nas (eng. Birds Like Us) je prvi bosanskohercegovački dugometražni animirani film studija Prime Time iz  2017.
Redatelji filma su Faruk Šabanović i Amela Ćuharal.
Film je premijeru imao na filmskom festivalu Animafest u Zagrebu 7. lipnja 2017. godine. Na svom ga je programu prikazala turska televizijska kuća TRT 16. listopada 2018. godine.

## Vanjske poveznice

### Mrežna mjesta
- (engl.) Ptice poput nas u internetskoj bazi filmova IMDb-a